# Vitryssland i olympiska sommarspelen 1996
Vitryssland deltog i de olympiska sommarspelen 1996 med en trupp bestående av 157 deltagare, som tillsammans tog 15 medaljer.

## Boxning
Lättvikt
- Serguei Ostrochapkine
  1. Första omgången — Förlorade mot Dennis Zimba (Zambia), domaren stoppade matchen

Lätt weltervikt
- Sergey Bykovsky
  1. Första omgången — Besegrade Besiki Wardzetashvili (Georgien), 11-11 (domarbeslut)
  2. Andra omgången — Förlorade mot Nordine Mouichi (Frankrike), 6-17

Weltervikt
- Vadim Mezga
  1. Första omgången — Besegrade Lucas Sinoia (Mozambique), 11-6
  2. Andra omgången — Förlorade mot Juan Hernández Sierra (Kuba), 2-12

Tungvikt
- Serguei Dychkov
  1. Första omgången — Besegrade Romans Kuklins (Lettland), 16-6
  2. Andra omgången — Besegrade Garth da Silva (Nya Zeeland), 12-8
  3. Kvartsfinal — Förlorade mot Luan Krasniqi (Tyskland), 5-10

Supertungvikt
- Sergei Liakhovich
  1. Första omgången — Bye
  2. Andra omgången — Förlorade mot Paea Wolfgramm (Tonga), 9-10

## Bågskytte
Damernas individuella
- Olga Yakusheva - Kvartsfinal, 5:e plats (3-1)
- Olga Zabugina - Sextondelsfinal, 31:a plats (1-1)

## Cykling
Damernas linjelopp
- Zinaida Stagurskaya
  - Final — 02:37:06 (→ 14:e plats)

## Friidrott
Herrarnas tiokamp
- Eduard Hämäläinen
  - Resultat — 8613 poäng (→ 5:e plats)

Herrarnas stavhopp
- Dmitriy Markov
  - Kval — 5,60m
  - Final — 5,86m (→ 6:e plats)

Herrarnas släggkastning
- Igor Astapkovich
  - Kval — 78,52m
  - Final — 78,20m (→ 7:e plats)

- Sergey Alay
  - Kval — 75,10m
  - Final — 77,38m (→ 8:e plats)

- Aleksandr Krasko
  - Kval — 73,74m (→ did not advance)

Herrarnas kulstötning
- Dzimitry Hancharuk
  - Kval — 19,57m
  - Final — 19,79m (→ 9:e plats)

- Viktor Bulat
  - Kval — 17,29m (→ did not advance)

Herrarnas diskuskastning
- Vladimir Dubrovshchik
  - Kval — 63,22m
  - Final — 66,60m (→  Silver)

- Vasiliy Kaptyukh
  - Kval — 62,22m
  - Final — 65,80m (→  Brons)

Herrarnas 20 kilometer gång
- Yevgeniy Misyulya — 1:21:16 (→ 9:e plats)

- Mikhail Khmelnitskiy — 1:22:17 (→ 12:e plats)

Herrarnas 50 kilometer gång
- Viktor Ginko — 3:45:27 (→ 5:e plats)

- Yevgeniy Misyulya — fullföljde inte (→ ingen placering)

Damernas 400 meter häck
- Tanya Ledovskaya
  - Kval — 55,82
  - Semifinal — 54,99 (→ did not advance)

- Nelli Voronkova
  - Kval — 56,97 (→ did not advance)

- Tanya Kurochkina
  - Kval — 57,28 (→ did not advance)

Damernas längdhopp
- Anzhela Atroschenko
  - Kval — 5,94m (→ did not advance)

- Natasha Sazanovich
  - Kval — NM (→ did not advance)

Damernas höjdhopp
- Tatyana Khramova
  - Kval — 1,90m (→ did not advance)

Damernas spjutkastning
- Natalya Shikolenko
  - Kval — 62,32m
  - Final — 58,56m (→ 12:e plats)

Damernas diskuskastning
- Ellina Zvereva
  - Kval — 62,74m
  - Final — 65,64m (→  Brons)

- Ira Yatchenko
  - Kval — 62,04m
  - Final — 60,46m (→ 12:e plats)

- Lyudmila Filimonova
  - Kval — 53,30m (→ did not advance)

Damernas sjukamp
- Natalya Sazanovich
  - Resultat — 6563 poäng (→  Silver)

Damernas maraton
- Alena Mazouka — 2:36.22 (→ 24:e plats)
- Natalia Galuchko — 2:44.21 (→ 50:e plats)
- Madina Biktagirova — fullföljde inte (→ ingen placering)

Damernas 10 kilometer gång
- Olga Kardopoltseva — 43:02 (→ 6:e plats)
- Valentina Tsybulskaya — 43:21 (→ 8:e plats)
- Nataliya Misyulya — 45:11 (→ 17:e plats)

## Fäktning
Herrarnas värja
- Vitaly Zakharov

## Gymnastik
Rytmisk
Damernas individuella mångkamp, rytmisk
- Larissa Loukianenko → 7:e plats (38,666 poäng)
- Tatyana Ogryzko → 8:e plats (38,530 poäng)

## Simhopp
Herrarnas 3 m
- Andrej Semenjuk
  - Kval — 385,32
  - Semifinal — 202,23
  - Final — 393,33 (→ 10th place)
- Vyacheslav Khamulkin
  - Preliminary Heat — 331,86 (→ gick inte vidare, 21:a plats)

Damernas 3 m
- Svetlana Aleksejeva
  - Kval — 246,27
  - Semifinal — 200,37 (→ gick inte vidare, 14:e plats)

## Tennis
Damsingel
- Natasja Zvereva
  1. Första omgången — Besegrade  Sabine Appelmans (Belgien) 7-5 6-3
  2. Andra omgången — Besegrade  Amanda Coetzer (Sydafrika) 6-1 4-6 6-2
  3. Tredje omgången — Förlorade mot Conchita Martínez (Spanien) 2-6 5-7